# Saint-Agnan-sur-Erre
Saint-Agnan-sur-Erre ist eine Ortschaft und eine Commune déléguée in der französischen Gemeinde Val-au-Perche mit 161 Einwohnern (Stand: 1. Januar 2022) im Département Orne in der Region Normandie.

## Lage
Der Ort Saint-Agnan liegt im äußersten Süden der Normandie im Regionalen Naturpark Perche am kleinen Flüsschen Erre in einer Höhe von ca. 115 m. Nächstgrößerer Ort ist das knapp 9 km östlich gelegene Nogent-le-Rotrou. Das Klima ist in hohem Maße vom Meer beeinflusst und deshalb nahezu frostfrei; Regen (ca. 660 mm/Jahr) fällt verteilt übers ganze Jahr.

## Bevölkerungsentwicklung
| Jahr      | 1800 | 1851 | 1901 | 1954 | 2014 |
| Einwohner | 454  | 526  | 330  | 202  | 150  |

Der kontinuierliche Bevölkerungsrückgang seit der Mitte des 19. Jahrhunderts ist im Wesentlichen auf die Schließung bäuerlicher Kleinbetriebe sowie auf die Mechanisierung der Landwirtschaft und den damit einhergehenden Verlust von Arbeitsplätzen zurückzuführen.

## Wirtschaft
In früheren Jahrhunderten lebte die Bevölkerung weitgehend als Selbstversorger von der Feld- und Weidewirtschaft; Gemüse und Kleinvieh wurden in den hauseigenen Gärten und Ställen gezüchtet.

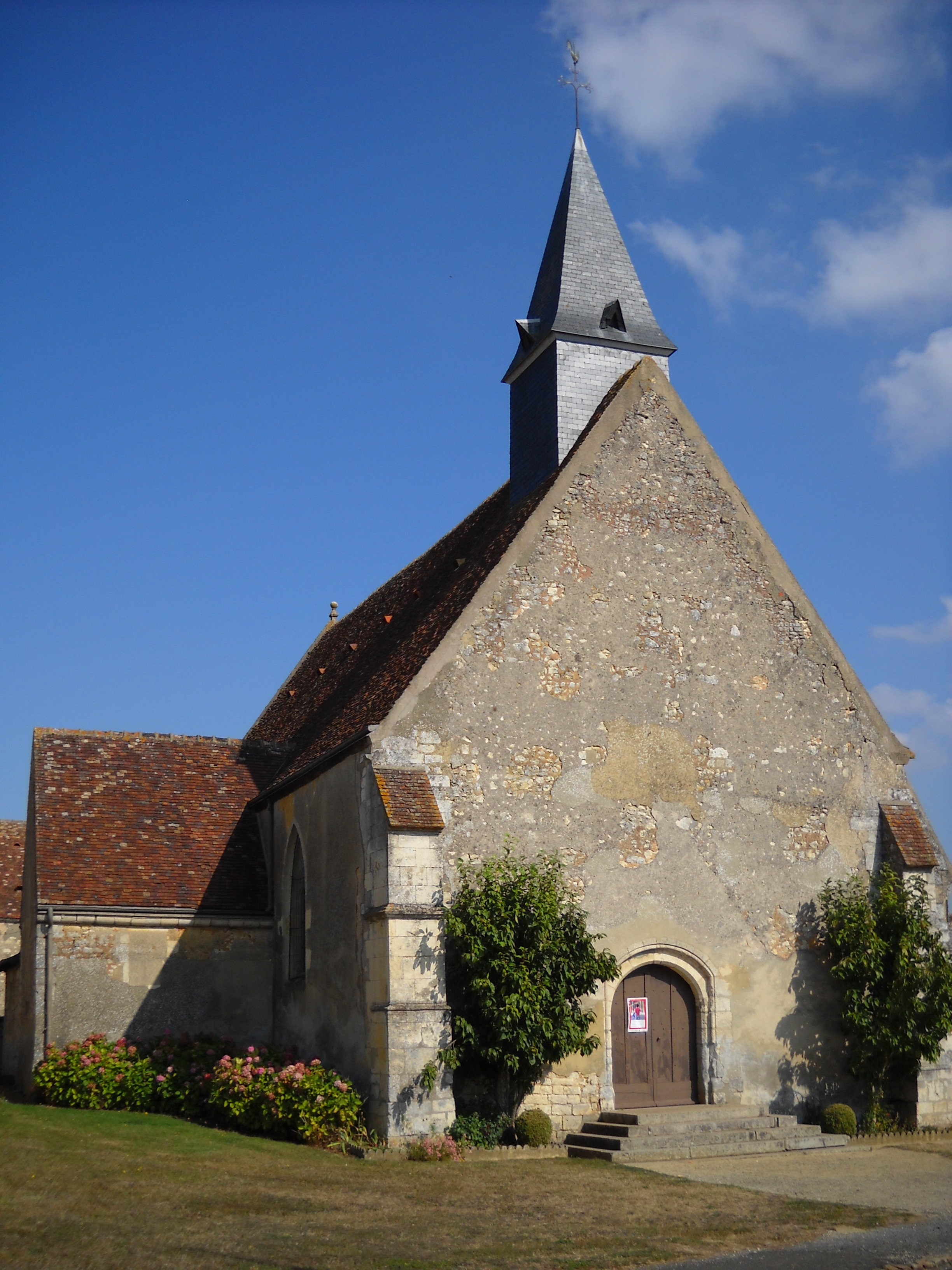
Saint-Agnan-sur-Erre – Église Saint-Agnan

## Geschichte
Im Mittelalter existierte eine Burg, die während des Hundertjährigen Krieges (1337–1453) beschädigt oder zerstört wurde und danach im Stil der Renaissance wieder aufgebaut wurde. Möglicherweise wurde ein Vorgängerbau der heutigen Kirche ebenfalls in Mitleidenschaft gezogen.
Mit Wirkung vom 1. Januar 2016 wurden die bisherigen Gemeinden Gémages, L’Hermitière, Mâle, La Rouge, Saint-Agnan-sur-Erre und Le Theil zu einer Commune nouvelle mit dem Namen Val-au-Perche zusammengeschlossen und verfügen in der neuen Gemeinde über den Status einer Commune déléguée. Der Verwaltungssitz befindet sich im Ort Le Theil.

## Sehenswürdigkeiten
- Die im 16. Jahrhundert erbaute spätgotische Église Saint-Agnan ist dem hl. Agnanus von Orléans, einem Bischof des 5. Jahrhunderts, geweiht. Die Kirche besitzt ein Altarretabel aus dem 16. Jahrhundert im nördlichen Querschiff und zwei Glasfenster aus derselben Zeit.[3]

Umgebung
- Das ca. 1 km nordöstlich des Ortes gelegene Château d’Amilly war eine mittelalterliche Burg, die jedoch im Verlauf des Hundertjährigen Krieges zerstört wurde. Ein Neubau im Stil der Renaissance wurde im Verlauf der Französischen Revolution ebenfalls größtenteils zerstört, aber ab dem Jahr 1820 verändert wieder aufgebaut.[4]